# Dragon’s Dogma 2
Dragon’s Dogma 2 ist ein Action-Rollenspiel aus dem Jahr 2024. Der Nachfolger des 2012 erschienenen Dragon’s Dogma wurde von Capcom entwickelt und für Windows, PlayStation 5 und Xbox Series X/S veröffentlicht. Das Computerspiel ist in einer Fantasy-Welt angesiedelt.

## Handlung
Als Vorbote der Apokalypse ist ein roter Drache erschienen. Dieser entreißt dem Hauptcharakter das Herz, wodurch der zum Erweckten (englisch Arisen) wird. Ein Erweckter ist ein prophezeiter Held, der den Drachen besiegen und die Apokalypse abwenden soll. Es gibt da nur ein Problem: In der Hauptstadt Vernworth herrscht bereits ein anderer Erweckter, dabei darf es eigentlich nur einen geben. Um nicht sofort hingerichtet zu werden, muss der Held verdeckt Indizien gegen den anderen Erweckten sammeln. Dazu gilt es ins Schloss von Vernworth einzubrechen. Während der Anfang des Spiels im Menschenreich Vermund spielt, geht es später nach Battahl, dem Reich der Katzenmenschen.

## Spielprinzip
Bei Dragon’s Dogma 2 handelt es sich um ein Action-Rollenspiel aus der Third-Person-Perspektive. Der Held kann in einem Charaktereditor personalisiert werden. In diesem erstellt man auch einen Hauptvasallen, der einen im Spiel begleitet und zur Seite steht. Im Laufe des Spiels stehen weitere Vasallen als Begleiter zur Verfügung. Sowohl für den Spieler als auch die Begleiter stehen anfangs vier Klassen zur Verfügung: Kämpfer, Bogenschütze, Magier oder Dieb. Im späteren Spielverlauf gibt es die Möglichkeit umzuschulen, zudem kommen die Klassen Krieger und Erzmagier hinzu. In einem Online-Feature können Charaktere von anderen Spielern in den eigenen Dienst gestellt werden. Dies kostet Riftkristalle, die wiederum im Laufe der Handlung oder durch die Beschäftigung schwächerer Vasallen verdient werden können. Die offene Spielwelt soll laut Director Hideaki Itsuno viermal so groß sein wie beim Vorgänger. Das Spiel verfügt nur über einen Einzelspieler-Modus mit Onlinefunktionen, aber ohne Mehrspieler- oder Koop-Modus.

## Entwicklung
Capcom kündigte das Spiel im Juni 2022 an. Als technisches Grundgerüst wurde die aus der Resident-Evil-Reihe ab Teil 7 bekannte RE Engine verwendet. Im Mai 2023 wurde erstmals Gameplay in Form eines Trailers gezeigt. Im November 2023 wurden die Systemanforderungen für PC veröffentlicht und mit dem 22. März 2024 der finale Erscheinungstermin bekannt gegeben. Das Spiel erschien für Windows, PlayStation 5 und Xbox Series X/S.

## Rezeption

### Rezensionen
Das Spiel erhielt im Schnitt sehr positive Wertungen. IGN lobte die dynamische Spielwelt und die Kämpfe, kritisierte aber Schwächen bei der KI der Verbündeten, schwerfälliges Klettern und abgehackte Bildraten. Das deutsche PC-Spielemagazin GameStar kritisierte die eingeschränkte Speicherfunktion.

„Mittelalterliche Fantasy-Spielwiese mit super Kämpfen, hohem Wiederspielwert und kreativer Vasallen-KI. Erwartet nur kein Story-Meisterwerk!“

Aufgrund von schwankenden Bildraten der Konsolenfassungen wertete GamePro das Spiel von 91 auf 88 von 100 Punkten ab.
Kritisiert wurden insbesondere von Spielern die bereits zur Veröffentlichung bereitstehenden Mikrotransaktionen. Zwar gibt es keinen Ingame-Shop, doch werden die teilweise auch verbrauchbaren Ressourcen als DLCs angeboten.

### Verkaufszahlen
Bereits in den ersten 11 Tagen soll sich das Spiel zweieinhalb Millionen Mal verkauft haben. Bis Ende Mai 2024 sollen weltweit mehr als drei Millionen Exemplare abgesetzt worden sein. Ein Jahr später, im Mai 2025, verkündete Capcom, dass sich Dragon’s Dogma 2 mehr als 3,7 Millionen Mal verkauft hat.